# Reggenza di Dompu
La reggenza di Dompu (in indonesiano: Kabupaten Dompu) è una reggenza dell'Indonesia, situata nella provincia di Nusa Tenggara Occidentale.